# Eugenia (planta)
Eugenia és un gènere de plantes angiospermes de la família de les mirtàcies (Myrtaceae). Són plantes natives de les zones de clima tropical i subtropical, algunes es conreen com a planta ornamental pel seu fullatge brillant i atractiu i d'altres fan fruita comestible.

## Descripció
Són arbres o arbusts, les fulles tenen glàndules al revers i es disposen de manera oposada. Les flors poden ser solitàries o agrupades en inflorescències axil·lars, habitualment racemoses però que poden prendre altres formes com ara umbel·lades o glomerulades. Les flors presenten un receptable en hipant, tenen quatre sèpals i quatre pètals, a l'androceu els estams són nombrosos i al gineceu l'ovari és ínfer i bilocular. El fruit és una baia amb el pericarpi força prim i una o dues llavors.

## Taxonomia
La primera publicació vàlida la va fer el botànic suec Carl von Linné (1707-1778) l'any 1753 al primer volum de l'obra Species Plantarum. El nom havia estat encunyat pel botànic italià Pier Antonio Micheli (1679-1737).

### Espècies
Dins del gènere Eugenia es reconeixen les 1227 espècies següents:
- Eugenia abbreviata Urb.
- Eugenia aboukirensis Proctor
- Eugenia abunan M.A.D.Souza & Sobral
- Eugenia acapulcensis Steud.
- Eugenia aceitillo Urb.
- Eugenia acrantha Urb.
- Eugenia acrensis McVaugh
- Eugenia acrisepala Govaerts
- Eugenia acunae Alain
- Eugenia acutata Miq.
- Eugenia acutissima Urb. & Ekman
- Eugenia adenantha O.Berg
- Eugenia adenocarpa O.Berg
- Eugenia aequatoriensis M.L.Kawas. & B.Holst
- Eugenia aerosa McVaugh
- Eugenia aeruginea DC.
- Eugenia aeterna Mazine & Valdemarin
- Eugenia afzelii Engl.
- Eugenia agasthiyamalayana Gopalan & Murugan
- Eugenia agathopoda Diels
- Eugenia aherniana C.B.Rob.
- Eugenia alagoensis (O.Berg) Mattos
- Eugenia alainii Borhidi
- Eugenia alaotrensis H.Perrier
- Eugenia albicans (O.Berg) Urb.
- Eugenia albida Bonpl.
- Eugenia albimarginata Urb. & Ekman
- Eugenia alletiana Baider & V.Florens
- Eugenia alnifolia McVaugh
- Eugenia aloysii C.J.Saldanha
- Eugenia alpina (Sw.) Willd.
- Eugenia altissima Sobral & Faria
- Eugenia altoalegre Sobral & M.A.D.Souza
- Eugenia amatenangensis Lundell
- Eugenia ambanizanensis N.Snow
- Eugenia amblyophylla Urb.
- Eugenia amblyosepala McVaugh
- Eugenia amoena Thwaites
- Eugenia amorimii Fraga & Giaretta
- Eugenia amosensis N.Snow
- Eugenia ampla M.L.Kawas. & B.Holst
- Eugenia amplifolia Urb.
- Eugenia amshoffiae McVaugh
- Eugenia anafensis Urb.
- Eugenia analamerensis H.Perrier
- Eugenia anamalaiensis E.S.S.Kumar, Veldkamp & Shareef
- Eugenia anastomosans DC.
- Eugenia ancorifera Amshoff
- Eugenia andapae N.Snow
- Eugenia andiraana M.A.D.Souza & Sobral
- Eugenia angelyana Mattos
- Eugenia angustissima O.Berg
- Eugenia anisomischa Sobral & K.Cout.
- Eugenia ankarensis (H.Perrier) A.J.Scott
- Eugenia anomala D.Legrand
- Eugenia anthacanthoides Urb. & Ekman
- Eugenia anthropophaga Costa-Lima & E.C.O.Chagas
- Eugenia antilahimenae N.Snow, Callm. & Byng
- Eugenia antongilensis H.Perrier
- Eugenia arawakorum Sandwith
- Eugenia arayan Seem.
- Eugenia ardisioides Lundell
- Eugenia ardyceae N.Snow
- Eugenia arenaria Cambess.
- Eugenia arenicola H.Perrier
- Eugenia arenosa Mattos
- Eugenia argentea Bedd.
- Eugenia argyrophylla B.Holst & M.L.Kawas.
- Eugenia armeniaca Sagot
- Eugenia arrabidae O.Berg
- Eugenia arrhaphocalyx Barrie, I.Vergara & McPherson
- Eugenia arthroopoda Baill. ex Drake
- Eugenia arvensis Vell.
- Eugenia aschersoniana F.Hoffm.
- Eugenia asema Sobral, I.G.Costa & M.C.Souza
- Eugenia asperifolia O.Berg
- Eugenia astringens Cambess.
- Eugenia atlantica Valdemarin & Sobral
- Eugenia atricha Urb.
- Eugenia atroracemosa McVaugh
- Eugenia atrosquamata McVaugh
- Eugenia augustana Kiaersk.
- Eugenia aurata O.Berg
- Eugenia austin-smithii Standl.
- Eugenia avicenniae Standl.
- Eugenia axillaris (Sw.) Willd.
- Eugenia ayitiensis Flickinger
- Eugenia azeda Sobral
- Eugenia azurensis O.Berg
- Eugenia bacopari D.Legrand
- Eugenia badia O.Berg
- Eugenia bahiana Mattos
- Eugenia bahiensis DC.
- Eugenia bahorucana Alain
- Eugenia baileyi Britton
- Eugenia bajaverapazana Lundell
- Eugenia balancanensis Lundell
- Eugenia balansae Guillaumin
- Eugenia banderensis Urb.
- Eugenia barbata McVaugh
- Eugenia barbosae Barb.Rodr.
- Eugenia barrana Sobral
- Eugenia barriei N.Snow
- Eugenia basilaris McVaugh
- Eugenia batavorum (McVaugh) Mattos
- Eugenia batingabranca Sobral
- Eugenia bayatensis Urb.
- Eugenia belemitana McVaugh
- Eugenia belepiana J.W.Dawson ex N.Snow
- Eugenia belladerensis Urb. & Ekman
- Eugenia belloi Barrie
- Eugenia bellonis Krug & Urb.
- Eugenia bemangidiensis N.Snow
- Eugenia bergii Nied.
- Eugenia beruttii (Mattos) Mattos
- Eugenia beyeri Urb.
- Eugenia biflora (L.) DC.
- Eugenia bimarginata DC.
- Eugenia binata Mazine & Sobral
- Eugenia bissei Flickinger
- Eugenia blanchetiana O.Berg
- Eugenia blanda Sobral
- Eugenia blastantha (O.Berg) D.Legrand
- Eugenia bojeri Baker
- Eugenia bolampattiana V.Ravich., Murug. & Murugan
- Eugenia boliviana (D.Legrand) Mattos
- Eugenia boqueronensis Britton
- Eugenia borhidiana Z.Acosta
- Eugenia borinquensis Britton
- Eugenia bosseri J.Guého & A.J.Scott
- Eugenia botequimensis Kiaersk.
- Eugenia brachyblastiflora Barrie, C.A.Ramos & O.Ortiz
- Eugenia brachyclada Urb. & Ekman
- Eugenia brachysepala Kiaersk.
- Eugenia bragae T.Fern. & Faria
- Eugenia brasiliana Aubl.
- Eugenia brasiliensis Lam.
- Eugenia breedlovei Barrie
- Eugenia brejoensis Mazine
- Eugenia breteleri Jongkind
- Eugenia breviacuminata M.A.D.Souza & Sobral
- Eugenia brevipedunculata Kiaersk.
- Eugenia brevipes A.Rich.
- Eugenia breviracemosa Mazine
- Eugenia brongniartiana Guillaumin
- Eugenia brownei Urb.
- Eugenia brownsbergii Amshoff
- Eugenia brunneopubescens Mazine
- Eugenia bryanii Kaneh.
- Eugenia buchholzii Engl.
- Eugenia buenaventurensis Parra-Os.
- Eugenia bukobensis Engl.
- Eugenia bullata Pancher ex Guillaumin
- Eugenia bullatifolia M.L.Kawas. & Á.J.Pérez
- Eugenia bumelioides Standl.
- Eugenia bunchosiifolia Nied.
- Eugenia burkartiana (D.Legrand) D.Legrand
- Eugenia burretii Flickinger
- Eugenia buxifolia Lam.
- Eugenia byssacea McVaugh
- Eugenia caatingicola K.Cout. & M.Ibrahim
- Eugenia cabofriana T.Fern., Sobral & J.M.A.Braga
- Eugenia cachoeirensis O.Berg
- Eugenia cacuminum Standl. & Steyerm.
- Eugenia caducibracteata Mazine
- Eugenia caducipetala M.A.D.Souza & Scud.
- Eugenia cahosiana Urb. & Ekman
- Eugenia caipora A.R.Lourenço & Costa-Lima
- Eugenia cajalbanica Borhidi & O.Muñiz
- Eugenia calcadensis Bedd.
- Eugenia calciscopulorum N.Snow
- Eugenia calimensis Parra-Os.
- Eugenia callichroma McVaugh
- Eugenia caloneura Sobral & Rigueira
- Eugenia calophylloides DC.
- Eugenia calumettae Urb. & Ekman
- Eugenia calva McVaugh
- Eugenia calycorectoides O.Berg
- Eugenia cambemba Costa-Lima & E.C.O.Chagas
- Eugenia cambucae Mattos
- Eugenia campina Sobral & M.A.D.Souza
- Eugenia campininha H.J.T.Muniz, Morschbaker & Sobral
- Eugenia canapuensis Urb.
- Eugenia candolleana DC.
- Eugenia cantuana Lundell
- Eugenia canumana M.A.D.Souza & Sobral
- Eugenia capensis (Eckl. & Zeyh.) Harv.
- Eugenia capillipes Borhidi
- Eugenia capixaba Mazine
- Eugenia capparidifolia DC.
- Eugenia capuli (Schltdl. & Cham.) Hook. & Arn.
- Eugenia capulioides Lundell
- Eugenia cararensis Barrie & Q.Jiménez
- Eugenia cartagensis O.Berg
- Eugenia casearioides (Kunth) DC.
- Eugenia cassinoides Lam.
- Eugenia castaneiflora M.L.Kawas. & B.Holst
- Eugenia cataphyllea M.C.Souza & Sobral
- Eugenia catharinae O.Berg
- Eugenia catharinensis D.Legrand
- Eugenia catingiflora Griseb.
- Eugenia cayoana Lundell
- Eugenia ceibana Urb.
- Eugenia cerasiflora Miq.
- Eugenia cereja D.Legrand
- Eugenia cerradensis Sobral & Faria
- Eugenia cerrocacaoensis Barrie
- Eugenia cervina Standl. & Steyerm.
- Eugenia chacoensis (D.Legrand) Kausel
- Eugenia chacueyana Alain
- Eugenia chahalana Lundell
- Eugenia chartacea McVaugh
- Eugenia chavarriae Barrie
- Eugenia chepensis Standl.
- Eugenia cherimolioides Parra-Os.
- Eugenia chiapensis Lundell
- Eugenia chinajensis Standl. & Steyerm.
- Eugenia chiquitensis O.Berg
- Eugenia chlorocarpa O.Berg
- Eugenia chlorophylla O.Berg
- Eugenia choapamensis Standl.
- Eugenia choriophylla (Kiaersk.) M.F.Santos & Sobral
- Eugenia choungiensis Byng & N.Snow
- Eugenia christii Urb.
- Eugenia chrootricha Urb. & Ekman
- Eugenia chrootrichoides Proctor
- Eugenia chrysobalanoides DC.
- Eugenia chrysophyllum Poir.
- Eugenia churutensis Cornejo
- Eugenia cincta Griseb.
- Eugenia cinerascens Gardner
- Eugenia citrifolia Poir.
- Eugenia citroides Lundell
- Eugenia clarendonensis Urb.
- Eugenia clarensis Britton & P.Wilson
- Eugenia cloiselii H.Perrier
- Eugenia coaetanea O.Berg
- Eugenia coccifera O.Berg
- Eugenia coccinea K.Cout. & M.Ibrahim
- Eugenia cocosensis Barrie
- Eugenia codyensis Munro ex Wight
- Eugenia coetzalensis Durán-Esp. & Cast.-Campos
- Eugenia coibensis Barrie
- Eugenia colipensis O.Berg
- Eugenia columbiensis O.Berg
- Eugenia commutata O.Berg
- Eugenia complicata O.Berg
- Eugenia concava B.Holst & M.L.Kawas.
- Eugenia conchalensis D.Legrand & Mattos
- Eugenia conduplicata B.Holst
- Eugenia confusa DC.
- Eugenia congolensis De Wild. & T.Durand
- Eugenia conjuncta Amshoff
- Eugenia consolatae Chiov.
- Eugenia constanzae Alain
- Eugenia copacabanensis Kiaersk.
- Eugenia corcovadensis Kiaersk.
- Eugenia cordata (Sw.) DC.
- Eugenia cordillerana Mattos
- Eugenia coronata Vahl ex DC.
- Eugenia corrientina Barb.Rodr.
- Eugenia corusca Barrie
- Eugenia costaricensis O.Berg
- Eugenia costatifructa Mazine
- Eugenia cotinifolia Jacq.
- Eugenia coursiana H.Perrier
- Eugenia cowanii McVaugh
- Eugenia cowellii Britton & P.Wilson
- Eugenia coyolensis Standl.
- Eugenia crassa Sobral
- Eugenia crassicaulis Proctor
- Eugenia crassimarginata M.L.Kawas. & B.Holst
- Eugenia crassipetala J.Guého & A.J.Scott
- Eugenia craveniana N.Snow & Peter G.Wilson
- Eugenia crenata Vell.
- Eugenia crenularis Lundell
- Eugenia crenulata (Sw.) Willd.
- Eugenia cribrata McVaugh
- Eugenia cricamolensis Standl.
- Eugenia crispula (Urb.) Flickinger
- Eugenia cristaensis O.Berg
- Eugenia cristalensis Urb.
- Eugenia cristata C.Wright
- Eugenia crossopterygoides A.Chev.
- Eugenia crucicalyx McVaugh
- Eugenia crucigera Däniker
- Eugenia cryptocardia Flickinger
- Eugenia cuaoensis McVaugh
- Eugenia cucullata Amshoff
- Eugenia culicina Sobral
- Eugenia culminicola McVaugh
- Eugenia culta Sobral
- Eugenia cupulata Amshoff
- Eugenia cupuligera Urb.
- Eugenia curuba Costa-Lima & E.C.O.Chagas
- Eugenia curvipilosa McVaugh
- Eugenia curvivenia McVaugh
- Eugenia cuspidifolia DC.
- Eugenia cycloidea Urb.
- Eugenia cydoniifolia O.Berg
- Eugenia cymatodes O.Berg
- Eugenia cyphophloea Griseb.
- Eugenia daaouiensis Guillaumin
- Eugenia daenikeri Guillaumin
- Eugenia darcyi Barrie
- Eugenia decussata (Vell.) Mattos
- Eugenia delicata T.Fern., M.C.Souza & J.M.A.Braga
- Eugenia delicatissima N.Snow, Callm. & Phillipson
- Eugenia delpechiana Urb. & Ekman
- Eugenia demeusei De Wild.
- Eugenia denigrata McVaugh
- Eugenia densiracemosa Mazine & Faria
- Eugenia dentata (O.Berg) Nied.
- Eugenia dewevrei De Wild. & T.Durand
- Eugenia dibrachiata McVaugh
- Eugenia dichasiata Giaretta
- Eugenia dichroma O.Berg
- Eugenia dictyophleba O.Berg
- Eugenia dictyophylla Urb.
- Eugenia diminutiflora Amshoff
- Eugenia dimorpha O.Berg
- Eugenia dinklagei Engl. & Brehmer
- Eugenia diospyroides H.Perrier
- Eugenia dipetala Sobral & L.Kollmann
- Eugenia diplocampta Diels
- Eugenia discifera Gamble
- Eugenia discolorans C.Wright
- Eugenia discors McVaugh
- Eugenia discreta McVaugh
- Eugenia disperma Vell.
- Eugenia disticha (Sw.) DC.
- Eugenia dittocrepis O.Berg
- Eugenia dodoana Engl. & Brehmer
- Eugenia dodonaeifolia Cambess.
- Eugenia domingensis O.Berg
- Eugenia donosoensis Barrie, C.A.Ramos & O.Ortiz
- Eugenia doubledayi Standl.
- Eugenia drummondii Byng & Christenh.
- Eugenia duarteana Cambess.
- Eugenia duchassaingiana O.Berg
- Eugenia dulcis O.Berg
- Eugenia dumosa (Vahl) DC.
- Eugenia duplicata Britton & P.Wilson ex Acev.-Rodr. & M.T.Strong
- Eugenia dusenii Engl.
- Eugenia dussii Krug & Urb.
- Eugenia dysenterica DC.
- Eugenia earlei Britton & P.Wilson
- Eugenia earthiana P.E.Sánchez
- Eugenia echinulata N.Snow
- Eugenia egensis DC.
- Eugenia eggersii Kiaersk.
- Eugenia ehrenbergiana O.Berg
- Eugenia ekmanii (Urb.) Flickinger
- Eugenia eliasii Lundell
- Eugenia elliotii Engl. & Brehmer
- Eugenia ellipsoidea Kiaersk.
- Eugenia elliptica Lam.
- Eugenia elongata Nied.
- Eugenia emarginata (Kunth) DC.
- Eugenia enormis (McVaugh) Mattos
- Eugenia ependytes McVaugh
- Eugenia eperforata Urb.
- Eugenia eriantha Urb.
- Eugenia ericoides Guillaumin
- Eugenia erythrocarpa (Kunth) DC.
- Eugenia erythrophylla Strey
- Eugenia espinhacensis Bünger & Sobral
- Eugenia essequiboensis Sandwith
- Eugenia esteliensis Barrie
- Eugenia eurycheila O.Berg
- Eugenia exaltata A.Rich. ex O.Berg
- Eugenia excelsa O.Berg
- Eugenia excisa Urb.
- Eugenia excoriata O.Berg
- Eugenia expansa Spring ex Mart.
- Eugenia fajardensis (Krug & Urb.) Urb.
- Eugenia farameoides A.Rich.
- Eugenia farinacea Barrie
- Eugenia farneyi Faria & Proença
- Eugenia fernandez-alonsoi Parra-Os.
- Eugenia fernandopoana Engl. & Brehmer
- Eugenia ferreiraeana O.Berg
- Eugenia ferruginosa Mattos
- Eugenia fissurata Mattos
- Eugenia flamingensis O.Berg
- Eugenia flavescens DC.
- Eugenia flavicarpa Valdemarin & Faria
- Eugenia flavoviridis Lundell
- Eugenia fleuryi A.Chev.
- Eugenia floccosa Bedd.
- Eugenia florida DC.
- Eugenia floscellus D.Legrand
- Eugenia fluminensis O.Berg
- Eugenia foetida Pers.
- Eugenia fortuita M.A.D.Souza & Sobral
- Eugenia francavilleana O.Berg
- Eugenia froesii McVaugh
- Eugenia fulva Thwaites
- Eugenia funchiana K.Cout. & M.Ibrahim
- Eugenia funkiana O.Berg
- Eugenia fusca O.Berg
- Eugenia fuscopunctata Kiaersk.
- Eugenia gabonensis Amshoff
- Eugenia gacognei Montrouz.
- Eugenia galalonensis (C.Wright ex Griseb.) Krug & Urb.
- Eugenia galbaoensis Mattos
- Eugenia galeata Urb.
- Eugenia gandhii N.Snow
- Eugenia gastropogena Faria & Proença
- Eugenia gatopensis Guillaumin
- Eugenia gaudichaudiana O.Berg
- Eugenia gaumeri Standl.
- Eugenia gemmiflora O.Berg
- Eugenia geraensis (D.Legrand & Mattos) Mattos
- Eugenia gerdae Mazine
- Eugenia gibberosa Urb.
- Eugenia gigas Lundell
- Eugenia gilgii Engl. & Brehmer
- Eugenia glabra Alston
- Eugenia glabrata (Sw.) DC.
- Eugenia glabrescens Mazine
- Eugenia glandulosa Cambess.
- Eugenia glandulosopunctata P.E.Sánchez & Poveda
- Eugenia glomeruliflora Mazine
- Eugenia gloriae Parra-Os.
- Eugenia goavensis (Urb.) Flickinger
- Eugenia goiapabana Sobral & Mazine
- Eugenia gomesiana O.Berg
- Eugenia gomezii Barrie
- Eugenia gomonenensis (Guillaumin) J.W.Dawson & N.Snow
- Eugenia gonavensis Urb.
- Eugenia gongylocarpa M.L.Kawas. & B.Holst
- Eugenia goviala H.Perrier
- Eugenia gracilifolia Faria & T.Fern.
- Eugenia gracilipes Kiaersk.
- Eugenia gracilis O.Berg
- Eugenia gracillima Kiaersk.
- Eugenia grandiflora O.Berg
- Eugenia grandifolia O.Berg
- Eugenia grandissima Sobral, Mazine & E.A.D.Melo
- Eugenia grayumii Barrie
- Eugenia greggii (Sw.) Poir.
- Eugenia grifensis Urb.
- Eugenia grijalvae Barrie
- Eugenia grisebachii Krug & Urb.
- Eugenia griseiflora McVaugh
- Eugenia grisiana Guillaumin
- Eugenia grossa B.Holst & M.L.Kawas.
- Eugenia gryposperma Krug & Urb.
- Eugenia guajavoides N.Snow & Randriat.
- Eugenia guanabarina (Mattos & D.Legrand) Giaretta & M.C.Souza
- Eugenia guanensis Urb.
- Eugenia guatemalensis Donn.Sm.
- Eugenia guayaquilensis (Kunth) DC.
- Eugenia guillotii Hochr.
- Eugenia gyrosepala Baker f.
- Eugenia haberi Barrie
- Eugenia haeckeliana Trimen
- Eugenia haematocarpa Alain
- Eugenia haitiensis Krug & Urb.
- Eugenia hamiltonii (Mattos) Mattos
- Eugenia hammelii Barrie
- Eugenia handroana D.Legrand
- Eugenia handroi (Mattos) Mattos
- Eugenia hanoverensis Proctor
- Eugenia haputalense Kosterm.
- Eugenia harkerae Sánchez-Cháv. & Zamudio
- Eugenia harrisii Krug & Urb.
- Eugenia hartmanniae Mattos
- Eugenia hartshornii Barrie
- Eugenia hastilis (Blume) J.Guého & A.J.Scott
- Eugenia hatschbachii Mazine
- Eugenia hazompasika H.Perrier
- Eugenia hazonjia N.Snow
- Eugenia herbacea O.Berg
- Eugenia hermesiana Mattos
- Eugenia herrerae Barrie
- Eugenia heterochroa Urb.
- Eugenia heterochroma Diels
- Eugenia heterophylla A.Rich.
- Eugenia hexovulata McVaugh
- Eugenia hiemalis Cambess.
- Eugenia higueyana Alain
- Eugenia hilariana DC.
- Eugenia hiraeifolia Standl.
- Eugenia hirta O.Berg
- Eugenia hispidiflora Sobral & M.C.Souza
- Eugenia hodgei McVaugh
- Eugenia holdridgei Alain
- Eugenia homedeboana N.Snow
- Eugenia hondurensis Ant.Molina
- Eugenia horizontalis Pancher ex Brongn. & Gris
- Eugenia hovarum H.Perrier
- Eugenia howardiana Proctor
- Eugenia huasteca Sánchez-Cháv. & Zamudio
- Eugenia humaitana Sobral & M.A.D.Souza
- Eugenia humblotii Engl. & Brehmer
- Eugenia hurlimannii Guillaumin
- Eugenia hypargyrea Standl.
- Eugenia iantarensis N.Snow
- Eugenia ibarrae Lundell
- Eugenia ignota Britton & P.Wilson
- Eugenia ilalensis Hieron.
- Eugenia illepida McVaugh
- Eugenia imbricata O.Berg
- Eugenia imbricatocordata Amshoff
- Eugenia impressa (O.Berg) Mattos
- Eugenia impunctata O.Berg
- Eugenia inaequisepala Peter G.Wilson
- Eugenia incanescens Benth.
- Eugenia inconspicua Standl.
- Eugenia indica (Wight) Chithra
- Eugenia indistincta Sobral & Stadnik
- Eugenia inirebensis P.E.Sánchez
- Eugenia insulartensis J.W.Dawson ex N.Snow
- Eugenia intermedia O.Berg
- Eugenia intibucana Barrie
- Eugenia inundata DC.
- Eugenia inversa Sobral
- Eugenia involucrata DC.
- Eugenia irazuensis Hemsl.
- Eugenia irirensis O.Berg
- Eugenia isabeliana Kiaersk.
- Eugenia ischnosceles O.Berg
- Eugenia isosticta Urb.
- Eugenia itacarensis Mattos
- Eugenia itaguahiensis Nied.
- Eugenia itahypensis O.Berg
- Eugenia itajurensis Cambess.
- Eugenia itapemirimensis Cambess.
- Eugenia itararensis (Mattos) Mattos
- Eugenia itaunensis Giaretta & Peixoto
- Eugenia iteophylla Krug & Urb.
- Eugenia izabalana Lundell
- Eugenia jambosoides C.Wright ex Griseb.
- Eugenia janeirensis O.Berg
- Eugenia jeremiensis Urb. & Ekman
- Eugenia jimenezii Alain
- Eugenia joenssonii Kausel
- Eugenia joseramosii M.A.D.Souza & Scud.
- Eugenia jussara Costa-Lima & E.C.O.Chagas
- Eugenia jutai M.A.D.Souza & Sobral
- Eugenia jutiapensis Standl. & Steyerm.
- Eugenia kaalensis Guillaumin
- Eugenia kaieteurensis Amshoff
- Eugenia kalamii Shareef, E.S.S.Kumar, Shaju & Prakashk.
- Eugenia kalbreyeri Engl. & Brehmer
- Eugenia kamelii Merr.
- Eugenia kameruniana Engl.
- Eugenia kanakana N.Snow
- Eugenia karwinskyana O.Berg
- Eugenia kellyana Proctor
- Eugenia kerianthera M.A.D.Souza
- Eugenia kerstingii Engl. & Brehmer
- Eugenia klaineana (Pierre) Engl.
- Eugenia kleinii D.Legrand
- Eugenia klotzschiana O.Berg
- Eugenia koepperi Standl.
- Eugenia koolauensis O.Deg.
- Eugenia krukoffiana (Kausel) B.Holst
- Eugenia kuebuniensis Guillaumin
- Eugenia kuekii Giaretta & Peixoto
- Eugenia lacerosepala N.Snow
- Eugenia lacistema Sobral
- Eugenia laeteviridis Urb.
- Eugenia laevis O.Berg
- Eugenia lagoensis Kiaersk.
- Eugenia lambertiana DC.
- Eugenia lamprophylla Urb.
- Eugenia lancetillae Standl.
- Eugenia langsdorffii O.Berg
- Eugenia laruotteana Cambess.
- Eugenia lasiothecia Giaretta
- Eugenia latifolia Aubl.
- Eugenia laurae Proctor
- Eugenia laxa DC.
- Eugenia ledermannii Engl. & Brehmer
- Eugenia ledophylla (Standl.) McVaugh
- Eugenia legrandii (Mattos) Mattos
- Eugenia lempana Barrie
- Eugenia leonensis Engl. & Brehmer
- Eugenia leonorae Mattos
- Eugenia lepidota O.Berg
- Eugenia leptoclada O.Berg
- Eugenia letreroana Lundell
- Eugenia leucadendron O.Berg
- Eugenia leucogyna Sobral
- Eugenia levinervis (Fosberg) A.J.Scott
- Eugenia lheritieriana DC.
- Eugenia lhotzkyana O.Berg
- Eugenia libanensis Urb.
- Eugenia libens M.A.D.Souza & Sobral
- Eugenia liberiana Amshoff
- Eugenia librevillensis Amshoff
- Eugenia liebmannii Standl.
- Eugenia liesneri Barrie
- Eugenia ligustrina (Sw.) Willd.
- Eugenia ligustroides Urb.
- Eugenia lilloana D.Legrand
- Eugenia limbosa O.Berg
- Eugenia linaresii Parra-Os.
- Eugenia lindahlii Urb. & Ekman
- Eugenia linearis A.Rich. ex O.Berg
- Eugenia lineata (Sw.) DC.
- Eugenia lineolata Urb. & Ekman
- Eugenia lisboae M.A.D.Souza
- Eugenia lithosperma Barrie
- Eugenia littoralis Pancher ex Brongn. & Gris
- Eugenia livida O.Berg
- Eugenia locuples Barrie
- Eugenia loeseneri Urb.
- Eugenia loheri C.B.Rob.
- Eugenia lokohensis H.Perrier
- Eugenia lomensis Britton & P.Wilson
- Eugenia lomeroensis Villarroel & Bezerra
- Eugenia longa M.A.D.Souza & Sobral
- Eugenia longibracteata Mazine
- Eugenia longicuspis McVaugh
- Eugenia longifolia DC.
- Eugenia longimitra Sobral, M.C.Souza & J.M.A.Braga
- Eugenia longipetiolata Mattos
- Eugenia longiracemosa Kiaersk.
- Eugenia longisepala M.L.Kawas. & B.Holst
- Eugenia longuensis N.Snow
- Eugenia lotoides (Guillaumin) J.W.Dawson & N.Snow
- Eugenia louisae N.Snow
- Eugenia louvelii H.Perrier
- Eugenia lucens Alain
- Eugenia luciae Amshoff
- Eugenia lucida Lam.
- Eugenia ludoviciana Gómez-Laur.
- Eugenia luschnathiana (O.Berg) Klotzsch ex B.D.Jacks.
- Eugenia mabaeoides Wight
- Eugenia macahensis O.Berg
- Eugenia macedoi Mattos & D.Legrand
- Eugenia mackeeana Guillaumin
- Eugenia macnabiana (Krug & Urb.) Urb.
- Eugenia macradenia Urb. & Ekman
- Eugenia macrantha O.Berg
- Eugenia macrobracteolata Mattos
- Eugenia macrocarpa Schltdl. & Cham.
- Eugenia macrosepala Duthie
- Eugenia macrosperma DC.
- Eugenia madagascariensis (H.Perrier) A.J.Scott
- Eugenia madugodaense Kosterm.
- Eugenia maestrensis Urb.
- Eugenia magna B.Holst
- Eugenia magnibracteolata Mattos & D.Legrand
- Eugenia magnifica Spring ex Mart.
- Eugenia magniflora Barrie
- Eugenia magnisepala Bünger & Mazine
- Eugenia magoana Lundell
- Eugenia malacantha D.Legrand
- Eugenia malangensis (O.Hoffm.) Nied.
- Eugenia malcomberi N.Snow
- Eugenia malpighioides (Kunth) DC.
- Eugenia mammifera Costa-Lima & E.C.O.Chagas
- Eugenia manausensis Mattos
- Eugenia mandevillensis Urb.
- Eugenia mandioccensis O.Berg
- Eugenia mandonii McVaugh
- Eugenia manickamiana Murugan
- Eugenia manomboensis N.Snow
- Eugenia manonae N.Snow & Rabenant.
- Eugenia mansoi O.Berg
- Eugenia marambaiensis M.C.Souza & M.P.Lima
- Eugenia maranhaoensis G.Don
- Eugenia maricaensis G.M.Barroso
- Eugenia marieensis Sobral & M.A.D.Souza
- Eugenia maritima DC.
- Eugenia marleneae M.A.D.Souza & M.Mendonça
- Eugenia marlierioides Rusby
- Eugenia marowynensis Miq.
- Eugenia marshiana Griseb.
- Eugenia martinellii (G.M.Barroso & M.Peron) Stadnik, D.K.D.Caldas & M.C.Souza
- Eugenia matagalpensis P.E.Sánchez
- Eugenia matogrossensis Sobral
- Eugenia mattosii D.Legrand
- Eugenia matudae Lundell
- Eugenia maxima (McVaugh) Mattos
- Eugenia mcphersonii Barrie
- Eugenia mcvaughii Steyerm. & Lasser
- Eugenia megaflora Govaerts
- Eugenia megalopetala Griseb.
- Eugenia megamalayana Murugan & Arum.
- Eugenia melanadenia Krug & Urb.
- Eugenia melanogyna (D.Legrand) Sobral
- Eugenia melocactoides Parra-Os.
- Eugenia membranifolia Nied.
- Eugenia memecyloides Benth.
- Eugenia mensurensis Urb.
- Eugenia meridensis Steyerm.
- Eugenia mespiloides Lam.
- Eugenia mestrealvarensis Valdemarin & Mazine
- Eugenia michaelneei Villarroel & Faria
- Eugenia michoacanensis Lundell
- Eugenia micranthoides McVaugh
- Eugenia micropora DC.
- Eugenia mimetica Sobral & M.C.Souza
- Eugenia mimus McVaugh
- Eugenia minguetii Urb.
- Eugenia minuscula McVaugh
- Eugenia miragoanae (Urb.) Flickinger
- Eugenia modesta DC.
- Eugenia molinae Barrie
- Eugenia mollicoma Mart. ex O.Berg
- Eugenia mollifolia Urb.
- Eugenia monosperma Vell.
- Eugenia montalbanica Merr.
- Eugenia monteverdensis Barrie
- Eugenia monticola (Sw.) DC.
- Eugenia mooniana Wight
- Eugenia moonioides O.Berg
- Eugenia morii B.Holst & M.L.Kawas.
- Eugenia moritziana H.Karst.
- Eugenia moschata (Aubl.) Nied. ex T.Durand & B.D.Jacks.
- Eugenia mosenii (Kausel) Sobral
- Eugenia mouensis Baker f.
- Eugenia mozomboensis P.E.Sánchez
- Eugenia mucronata O.Berg
- Eugenia mucugensis Sobral
- Eugenia mufindiensis Verdc.
- Eugenia multicostata D.Legrand
- Eugenia multilocellata Sobral & M.A.D.Souza
- Eugenia multirimosa McVaugh
- Eugenia muricata DC.
- Eugenia muscicola H.Perrier
- Eugenia myrcianthes Nied.
- Eugenia myrciariifolia Soares-Silva & Sobral
- Eugenia myrobalana DC.
- Eugenia naguana Urb.
- Eugenia nannophylla Urb. & Ekman
- Eugenia naraveana Cházaro & Franc.Gut.
- Eugenia neibensis (Alain) Mattos
- Eugenia nematopoda Urb.
- Eugenia neofasciculata Bennet
- Eugenia neograndifolia Mattos
- Eugenia neolaurifolia Sobral
- Eugenia neomattogrossensis Mazine
- Eugenia neomyrtifolia Sobral
- Eugenia neophaea Sobral & Mazine
- Eugenia neoriedeliana M.C.Souza & Giaretta
- Eugenia neosilvestris Sobral
- Eugenia neotristis Sobral
- Eugenia neoverrucosa Sobral
- Eugenia nervosa Lour.
- Eugenia nesiotica Standl.
- Eugenia nigerina A.Chev.
- Eugenia nigrita Lundell
- Eugenia nipensis Urb.
- Eugenia nodulosa Urb.
- Eugenia nompa H.Perrier
- Eugenia nordestina L.R.V.Santos & I.R.Costa
- Eugenia nosibensis N.Snow
- Eugenia noumeensis Guillaumin
- Eugenia nutans O.Berg
- Eugenia oaxacana O.Berg
- Eugenia obanensis Baker f.
- Eugenia obovatifolia N.Snow
- Eugenia obscura (Lindl.) DC.
- Eugenia ocanensis Linden ex Regel
- Eugenia ochracea Valdemarin & Mazine
- Eugenia ochrophloea Diels
- Eugenia octopleura Krug & Urb.
- Eugenia oerstediana O.Berg
- Eugenia ogoouensis Amshoff
- Eugenia oligadenia Urb.
- Eugenia oligandra Krug & Urb.
- Eugenia ombrophila H.Perrier
- Eugenia omissa McVaugh
- Eugenia orbiculata Lam.
- Eugenia orlandoi (Mattos) Mattos
- Eugenia ouen-toroensis Guillaumin
- Eugenia ovalis O.Berg
- Eugenia ovandensis Lundell
- Eugenia ovigera Brongn. & Gris
- Eugenia oxysepala Urb.
- Eugenia pachakumachiana Arum. & Murugan
- Eugenia pachnantha O.Berg
- Eugenia pachyadenia (Urb. & Ekman) Flickinger
- Eugenia pachychlamys Donn.Sm.
- Eugenia pachychremastra Guillaumin
- Eugenia pachyclada D.Legrand
- Eugenia pachypoda T.Fern. & Sobral
- Eugenia pachystachya McVaugh
- Eugenia pacifica Benth.
- Eugenia padronii Alain
- Eugenia pallidopunctata Mazine
- Eugenia palmarina Costa-Lima & E.C.O.Chagas
- Eugenia paloverdensis Barrie
- Eugenia paludosa Pancher ex Brongn. & Gris
- Eugenia palumbis Merr.
- Eugenia pantagensis O.Berg
- Eugenia pantanalensis Faria & Sobral
- Eugenia papalensis Standl. & Steyerm.
- Eugenia papayoensis Urb.
- Eugenia paracatuana O.Berg
- Eugenia paradisiaca Giaretta
- Eugenia paranaensis (Mattos) Mattos
- Eugenia paranahybensis O.Berg
- Eugenia paranapanemensis Valdemarin & Mazine
- Eugenia pardensis O.Berg
- Eugenia pasacaensis C.B.Rob.
- Eugenia pascaliana Byng, Bernardini & N.Snow
- Eugenia patrisii Vahl
- Eugenia pauciflora DC.
- Eugenia penduliflora Valdemarin & Mazine
- Eugenia peninsularis Urb.
- Eugenia percincta McVaugh
- Eugenia percivalii Lundell
- Eugenia percrenata McVaugh
- Eugenia perriniana Urb. & Ekman
- Eugenia persicifolia O.Berg
- Eugenia peruibensis Mattos
- Eugenia petaloidea Giaretta & B.S.Amorim
- Eugenia petrikensis N.Snow & Randriat.
- Eugenia petrinensis N.Snow
- Eugenia petrophila Urb.
- Eugenia philippioides H.Perrier
- Eugenia phillyreoides Trimen
- Eugenia phyllocardia Urb.
- Eugenia pia DC.
- Eugenia picardiae Krug & Urb.
- Eugenia piedraensis Urb.
- Eugenia piloesis Cambess.
- Eugenia pilosula Krug & Urb.
- Eugenia pinariensis Urb.
- Eugenia pinetorum Urb.
- Eugenia pinifolia Mart. ex O.Berg
- Eugenia pipensis A.R.Lourenço & B.S.Amorim
- Eugenia piresiana Cambess.
- Eugenia piresii Mattos
- Eugenia pisiformis Cambess.
- Eugenia pisonis O.Berg
- Eugenia pistaciifolia DC.
- Eugenia pitanga (O.Berg) Nied.
- Eugenia pithecocephala Mazine & Sobral
- Eugenia pitrensis Urb.
- Eugenia pittieri Standl.
- Eugenia platyphylla O.Berg
- Eugenia platysema O.Berg
- Eugenia pleurocarpa Standl.
- Eugenia plicatocostata O.Berg
- Eugenia plicatula C.Wright
- Eugenia plinioides Urb. & Ekman
- Eugenia pluricymosa H.Perrier
- Eugenia pluriflora DC.
- Eugenia plurinervia N.Snow, Munzinger & Callm.
- Eugenia pobeguinii Aubrév.
- Eugenia pocsiana Borhidi
- Eugenia pohliana DC.
- Eugenia poimbailensis (Guillaumin) J.W.Dawson & N.Snow
- Eugenia poiteaui O.Berg
- Eugenia pokkudanii A.M.Maya, K.M.P.Kumar & V.Suresh
- Eugenia poliensis Aubrév. & Pellegr.
- Eugenia pollicina J.Guého & A.J.Scott
- Eugenia polyadena O.Berg
- Eugenia polyclada Urb. & Ekman
- Eugenia polypora Urb.
- Eugenia polystachya Rich.
- Eugenia pomifera (Aubl.) Urb.
- Eugenia potiraguensis K.Cout. & M.Ibrahim
- Eugenia pozasia Urb. & Ekman
- Eugenia praeterita McVaugh
- Eugenia prasina O.Berg
- Eugenia principium McVaugh
- Eugenia procera (Sw.) Poir.
- Eugenia producta DC.
- Eugenia prolixa S.Moore
- Eugenia prolongata M.L.Kawas. & B.Holst
- Eugenia pronyensis Guillaumin
- Eugenia prostrata Mattos
- Eugenia protenta McVaugh
- Eugenia pruinosa D.Legrand
- Eugenia pruniformis Cambess.
- Eugenia pseudomabaeoides Kosterm.
- Eugenia pseudomalacantha D.Legrand
- Eugenia pseudopsidium Jacq.
- Eugenia psidioidea (J.Guého & A.J.Scott) N.Snow
- Eugenia psiloclada Urb.
- Eugenia pterocarpa Baill.
- Eugenia pteroclada Urb.
- Eugenia puberula Nied.
- Eugenia pubescens (Kunth) DC.
- Eugenia pubicalyx Alain
- Eugenia pubiflora N.Snow & Callm.
- Eugenia pueblana Lundell
- Eugenia pulcherrima Kiaersk.
- Eugenia punicifolia (Kunth) DC.
- Eugenia purpusii Standl.
- Eugenia pusilla N.E.Br.
- Eugenia pusilliflora M.L.Kawas. & B.Holst
- Eugenia pustulescens McVaugh
- Eugenia pyrifera Faria & Proença
- Eugenia pyriflora O.Berg
- Eugenia pyriformis Cambess.
- Eugenia pyxidata (J.Guého & A.J.Scott) N.Snow
- Eugenia quadriflora H.Perrier
- Eugenia quadrijuga McVaugh
- Eugenia quadriovulata Amshoff
- Eugenia quadriphylla N.Snow & Callm.
- Eugenia quebradensis McVaugh
- Eugenia quercetorum Standl. & L.O.Williams ex Barrie
- Eugenia queretaroana Sánchez-Cháv. & Zamudio
- Eugenia quilombola B.S.Amorim, M.A.D.Souza & Giaretta
- Eugenia quiriri Sobral & F.C.S.Vieira
- Eugenia racemiflora O.Berg
- Eugenia radiciflora H.Perrier
- Eugenia ramboi D.Legrand
- Eugenia ramiflora Desv.
- Eugenia ramonae Borhidi & O.Muñiz
- Eugenia ramoniana Urb.
- Eugenia randrianasoloi J.S.Mill.
- Eugenia ranomafana N.Snow & D.Turk
- Eugenia rara Rigueira & Sobral
- Eugenia ravelonarivoi N.Snow & Callm.
- Eugenia ravenii Lundell
- Eugenia razakamalalae N.Snow & Callm.
- Eugenia regia Bünger & Sobral
- Eugenia reinwardtiana (Blume) DC.
- Eugenia reitziana D.Legrand
- Eugenia rekoi Standl.
- Eugenia rendlei Urb.
- Eugenia repanda O.Berg
- Eugenia reperta Sobral & Mazine
- Eugenia reticularis O.Berg
- Eugenia retinadenia C.Wright
- Eugenia rheophytica Kosterm.
- Eugenia rhombea (O.Berg) Krug & Urb.
- Eugenia rhytidocalyx M.A.D.Souza & Sobral
- Eugenia richardii (Blume) N.Snow, Callm. & Phillipson
- Eugenia rigida DC.
- Eugenia rigidifolia A.Rich.
- Eugenia rigidula Britton & P.Wilson
- Eugenia rimosa C.Wright
- Eugenia rinconiensis Mattos
- Eugenia riograndis Lundell
- Eugenia riosiae Barrie
- Eugenia rivulorum Thwaites
- Eugenia rizziniana Mattos
- Eugenia rizzoana Mattos
- Eugenia robustior Faria & Proença
- Eugenia rocana Britton & P.Wilson
- Eugenia rodriguesensis J.Guého & A.J.Scott
- Eugenia rodriguesii (Mattos & D.Legrand) Mattos
- Eugenia rogersiana (Mattos) Parra-Os.
- Eugenia roigii Urb.
- Eugenia rojasiana (D.Legrand) Mattos
- Eugenia rosariensis Borhidi
- Eugenia rosea DC.
- Eugenia roseauxensis Flickinger
- Eugenia roseiflora McVaugh
- Eugenia roseola Barrie, C.A.Ramos & O.Ortiz
- Eugenia roseopetala Barrie, I.Vergara & McPherson
- Eugenia roseopetiolata N.Snow & Cable
- Eugenia rostratofalcata Mattos & D.Legrand
- Eugenia rostrifolia D.Legrand
- Eugenia rottleriana Wight & Arn.
- Eugenia rotula Sobral
- Eugenia rotundata (Trimen) Trimen
- Eugenia rotundicosta D.Legrand
- Eugenia roxburghii DC.
- Eugenia rubella Lundell
- Eugenia rufidula Lundell
- Eugenia rufofulva Thwaites
- Eugenia rugosissima Sobral
- Eugenia ruschiana Bünger, Mazine & Stehmann
- Eugenia sachetiae Proctor
- Eugenia salacifolia Bünger & Mazine
- Eugenia salacioides G.Lawson ex Hutch. & Dalziel
- Eugenia salamensis Donn.Sm.
- Eugenia salomonica G.T.White
- Eugenia samuelssonii Ekman & Urb.
- Eugenia sancarlosensis Barrie
- Eugenia sanjuanensis P.E.Sánchez
- Eugenia sapoensis Jongkind
- Eugenia sarahchazaroi Cházaro, Franc.Gut. & J.R.Carral
- Eugenia sarapiquensis P.E.Sánchez
- Eugenia sarasinii Guillaumin
- Eugenia sargentii Merr.
- Eugenia sasoana Standl. & Steyerm.
- Eugenia sauvallei Krug & Urb.
- Eugenia savannarum Standl. & Steyerm.
- Eugenia saxatilis Sobral & Bünger
- Eugenia scalariformis McVaugh
- Eugenia scaphephylla C.Wright
- Eugenia schatzii J.S.Mill.
- Eugenia scheffleri Engl. & Brehmer
- Eugenia schottiana O.Berg
- Eugenia schulziana Urb.
- Eugenia schunkei McVaugh
- Eugenia sclerocalyx D.Legrand
- Eugenia scottii H.Perrier
- Eugenia sebastiani Urb.
- Eugenia sebastianopolitana (G.M.Barroso) Stadnik, D.K.D.Caldas & M.C.Souza
- Eugenia sehnemiana (Mattos) Mattos
- Eugenia seislagoana M.A.D.Souza & Sobral
- Eugenia seithurensis Gopalan & S.R.Sriniv.
- Eugenia selloi B.D.Jacks.
- Eugenia sellowiana DC.
- Eugenia selvana Barrie
- Eugenia sericifolia M.L.Kawas. & B.Holst
- Eugenia serraegrandis Sobral
- Eugenia serrasuela Krug & Urb.
- Eugenia serrei Urb.
- Eugenia sessiliflora Vahl
- Eugenia sessilifolia DC.
- Eugenia shaferi Urb.
- Eugenia shettyana Murugan & Gopalan
- Eugenia shimishito Barrie
- Eugenia shookii Lundell
- Eugenia sicifolia J.W.Dawson & N.Snow
- Eugenia sieberi J.Guého & A.J.Scott
- Eugenia siggersii Standl.
- Eugenia sigillata McVaugh
- Eugenia sihanakensis H.Perrier
- Eugenia siltepecana Lundell
- Eugenia sinaloae Standl.
- Eugenia sinemariensis Aubl.
- Eugenia singampattiana Bedd.
- Eugenia sintenisii Kiaersk.
- Eugenia sipaliwinensis Giaretta
- Eugenia sloanei Urb.
- Eugenia sobraliana Giaretta & Fraga
- Eugenia sobralii Mattos
- Eugenia solimoensis O.Berg
- Eugenia sonderiana O.Berg
- Eugenia sooiana Borhidi
- Eugenia soteriana Giaretta & Valdemarin
- Eugenia sotoesparzae P.E.Sánchez
- Eugenia sparsa S.Moore
- Eugenia speciosa Cambess.
- Eugenia sphaerocarpa Vadhyar, Sujana, J.H.F.Benj. & G.V.S.Murthy
- Eugenia sphenoides O.Berg
- Eugenia splendens O.Berg
- Eugenia sprengelii DC.
- Eugenia spruceana O.Berg
- Eugenia squamiflora Mattos
- Eugenia sripadaense Kosterm.
- Eugenia stahlii (Kiaersk.) Krug & Urb.
- Eugenia standleyi McVaugh
- Eugenia staudtii Engl. & Brehmer
- Eugenia stenoptera Urb.
- Eugenia stenosepala Kiaersk.
- Eugenia stenosepaloides Mattos
- Eugenia stenoxipha Urb.
- Eugenia stephanophylla Baker f.
- Eugenia stereophylla Urb.
- Eugenia stewardsonii Britton
- Eugenia stibephylla N.Snow & Rabeh.
- Eugenia stictopetala DC.
- Eugenia stictophylla N.Snow & Razafimam.
- Eugenia stigmatosa DC.
- Eugenia stipitata McVaugh
- Eugenia stirpiflora (O.Berg) Krug & Urb.
- Eugenia stolonifera (D.Legrand & Mattos) Mazine
- Eugenia strellensis O.Berg
- Eugenia stricta Pancher ex Brongn. & Gris
- Eugenia strigipes O.Berg
- Eugenia studerae B.S.Amorim
- Eugenia sturrockii R.A.Howard
- Eugenia stylaris McVaugh
- Eugenia styphelioides (Schltr.) J.W.Dawson & N.Snow
- Eugenia subamplexicaulis DC.
- Eugenia subavenia O.Berg
- Eugenia subcordata Wight & Arn.
- Eugenia subdisticha Urb.
- Eugenia suberosa Cambess.
- Eugenia subglomerata (Kuntze) Sobral
- Eugenia subherbacea A.Chev.
- Eugenia submontana B.S.Amorim & M.Alves
- Eugenia subreticulata Glaz.
- Eugenia subspinulosa Borhidi & O.Muñiz
- Eugenia subterminalis DC.
- Eugenia subundulata Kiaersk.
- Eugenia sudestis Sobral
- Eugenia sulcata Spring ex Mart.
- Eugenia sulcatifolia L.D.Meireles & Mazine
- Eugenia sulcivenia Krug & Urb.
- Eugenia sumbensis Greves
- Eugenia superba T.Fern., M.C.Souza & J.M.A.Braga
- Eugenia supraaxillaris Spring ex Mart.
- Eugenia symphoricarpos McVaugh
- Eugenia tachirensis Steyerm.
- Eugenia tafelbergica Amshoff
- Eugenia tain Rod.Flores, B.Holst & A.Ibáñez
- Eugenia talbotii Keay
- Eugenia tamaensis Steyerm.
- Eugenia tanaensis Verdc.
- Eugenia tapirorum Standl.
- Eugenia tchambaensis J.W.Dawson & N.Snow
- Eugenia teapensis McVaugh
- Eugenia tenuiflora Mazine
- Eugenia tenuimarginata McVaugh
- Eugenia tenuipedunculata Kiaersk.
- Eugenia tephrogyna Sobral & Proença
- Eugenia tepuiensis Steyerm.
- Eugenia teresae J.F.Morales
- Eugenia teresa-ruiziana Villarroel & Faria
- Eugenia ternatifolia Cambess.
- Eugenia terpnophylla Thwaites
- Eugenia tetramera (McVaugh) M.L.Kawas. & B.Holst
- Eugenia tetrasticha Poepp. ex O.Berg
- Eugenia theodorae Kiaersk.
- Eugenia thikaensis Verdc.
- Eugenia thollonii Amshoff
- Eugenia thouvenotiana H.Perrier
- Eugenia tiampoka N.Snow & Callm.
- Eugenia tikalana Lundell
- Eugenia tilarana Barrie
- Eugenia tingui Sobral
- Eugenia tinifolia Lam.
- Eugenia tisserantii Aubrév. & Pellegr.
- Eugenia tiwakaensis J.W.Dawson & N.Snow
- Eugenia toaensis Borhidi & O.Muñiz
- Eugenia togoensis Engl.
- Eugenia toledinensis Lundell
- Eugenia toledoi (Mattos) Mattos
- Eugenia tomasina Urb.
- Eugenia tonii Lundell
- Eugenia torbeciana (Urb. & Ekman) Flickinger
- Eugenia tovomita Sobral & M.A.D.Souza
- Eugenia toxanatolica Verdc.
- Eugenia trahyra Barb.Rodr.
- Eugenia trichogyna Sobral, I.G.Costa & M.C.Souza
- Eugenia triflora (Jacq.) Ham.
- Eugenia trikii Lundell
- Eugenia trinervia Vahl
- Eugenia trinitatis DC.
- Eugenia tropophylla H.Perrier
- Eugenia truncata O.Berg
- Eugenia trunciflora (Schltdl. & Cham.) G.Don
- Eugenia tuberculata (Kunth) DC.
- Eugenia tulanan Merr.
- Eugenia tumescens B.S.Amorim & M.Alves
- Eugenia tumulescens McVaugh
- Eugenia tungo Hiern
- Eugenia turneri McVaugh
- Eugenia ulei (Diels) McVaugh
- Eugenia uliginosa Lundell
- Eugenia umbellata Spreng.
- Eugenia umbellulifera (Kunth) Krug & Urb.
- Eugenia umbonata McVaugh
- Eugenia umbrosa O.Berg
- Eugenia uminganensis Peter G.Wilson
- Eugenia umtamvunensis A.E.van Wyk
- Eugenia unana Sobral
- Eugenia underwoodii Britton
- Eugenia undulata Aubl.
- Eugenia uniflora L.
- Eugenia uninervia Rusby
- Eugenia urbanii Flickinger
- Eugenia urschiana H.Perrier
- Eugenia ursina Lundell
- Eugenia uruguayensis Cambess.
- Eugenia uxpanapensis P.E.Sánchez & L.M.Ortega
- Eugenia vacana Lundell
- Eugenia vallecaucana Parra-Os.
- Eugenia valsuganana Sobral
- Eugenia valvata McVaugh
- Eugenia vanderveldei Urb. & Ekman
- Eugenia vanwykiana N.Snow
- Eugenia varia Britton & P.Wilson
- Eugenia variareolata McVaugh
- Eugenia vatomandrensis H.Perrier
- Eugenia vattimoana Mattos
- Eugenia vaughanii J.Guého & A.J.Scott
- Eugenia veadeirensis Villarroel & Faria
- Eugenia veillonii N.Snow & Callm.
- Eugenia velliangiriana Murug., V.Ravich., Murugan & Arum.
- Eugenia velutifolia Mazine & Sobral
- Eugenia venezuelensis O.Berg
- Eugenia veraguensis Rod.Flores & A.Ibáñez
- Eugenia verapazensis Lundell
- Eugenia verdcourtii Byng
- Eugenia verdoorniae A.E.van Wyk
- Eugenia vernicosa O.Berg
- Eugenia verruculata Barrie
- Eugenia versicolor McVaugh
- Eugenia verticillata (Vell.) Angely
- Eugenia vesca Lundell
- Eugenia vetula DC.
- Eugenia victoriana Cuatrec.
- Eugenia victorinii Alain
- Eugenia vigiensis Urb.
- Eugenia viguieriana H.Perrier
- Eugenia vilersii H.Perrier
- Eugenia villae-novae Kiaersk.
- Eugenia violascens O.Berg
- Eugenia viridiflora Cambess.
- Eugenia viridis (Vell.) O.Berg
- Eugenia virotii Guillaumin
- Eugenia viscacea Sobral
- Eugenia walkerae Flickinger
- Eugenia wallenii Macfad.
- Eugenia warmingiana Kiaersk.
- Eugenia websteri Proctor
- Eugenia wentii Amshoff
- Eugenia whytei Sprague
- Eugenia widgrenii Sond. ex O.Berg
- Eugenia williamsiana N.Snow
- Eugenia wilsonella Fawc. & Rendle
- Eugenia wilsoniana N.Snow
- Eugenia winzerlingii Standl.
- Eugenia woodburyana Alain
- Eugenia woodfrediana Urb.
- Eugenia woodii Dummer
- Eugenia wullschlaegeliana Amshoff
- Eugenia wurdackii (McVaugh) Mattos
- Eugenia wynadensis Bedd.
- Eugenia xalapensis (Kunth) DC.
- Eugenia xanthoxyloides Cambess.
- Eugenia xilitlensis McVaugh
- Eugenia xinguana Sobral, M.A.D.Souza & G.Amorim
- Eugenia xiriricana Mattos
- Eugenia xystophylla O.Berg
- Eugenia yangambensis Amshoff
- Eugenia yasuniana B.Holst & M.L.Kawas.
- Eugenia yatuae (McVaugh) B.Holst
- Eugenia yautepecana Lundell
- Eugenia yunckeri Standl.
- Eugenia zamorensis B.Holst & M.L.Kawas.
- Eugenia zelayensis P.E.Sánchez
- Eugenia zigzag K.Cout. & Sobral
- Eugenia zuchowskiae Barrie
- Eugenia zuluensis Dummer
- Eugenia zygophylla Govaerts

### Sinònims
Els següents noms científics són sinònims heterotípics d'Eugenia:
- Calomyrtus Blume
- Calophylloides Smeathman ex DC.
- Calycorectes O.Berg
- Calyptrogenia Burret
- Catinga Aubl.
- Chloromyrtus Pierre
- Emurtia Raf.
- Epleienda Raf.
- Eplejenda Post & Kuntze
- Greggia Gaertn.
- Hexachlamys O.Berg
- Hottea Urb.
- Jossinia Comm. ex DC.
- Meteoromyrtus Gamble
- Monimiastrum J.Guého & A.J.Scott
- Myrcialeucus Rojas
- Myrtopsis O.Hoffm.
- Olynthia Lindl.
- Phyllocalyx O.Berg
- Pilothecium (Kiaersk.) Kausel
- Pseudanamomis Kausel
- Pseudeugenia D.Legrand & Mattos
- Psidiastrum Bello
- Schizocalomyrtus Kausel
- Schizocalyx O.Berg
- Stenocalyx O.Berg
- Stereocaryum Burret